# Platinum (álbum de Miranda Lambert)
Platinum é o quinto álbum de estúdio da cantora norte-americana Miranda Lambert, lançado a 3 de Junho de 2014 através da RCA Nashville. O disco estreou na primeira posição da tabela musical Billboard 200, com 180 mil unidades vendidas na semana de estreia.

## Lista de faixas
| N.º            | Título                                             | Compositor(es)                                | Duração |  |
| 1.             | "Girls"                                            | Nicolle Galyon, Natalie Hemby, Jimmy Robbins  | 3:35    |  |
| 2.             | "Platinum"                                         | Miranda Lambert, Galyon, Hemby                | 3:11    |  |
| 3.             | "Little Red Wagon"                                 | Audra Mae, Joe Ginsberg                       | 3:24    |  |
| 4.             | "Smokin' and Drinkin'" (featuring Little Big Town) | Hemby, Luke Laird, Shane McAnally             | 5:30    |  |
| 5.             | "Priscilla"                                        | Galyon, Hemby, Robbins                        | 3:26    |  |
| 6.             | "Automatic"                                        | Lambert, Galyon, Hemby                        | 4:07    |  |
| 7.             | "Bathroom Sink"                                    | Lambert                                       | 4:05    |  |
| 8.             | "Old Shit"                                         | Brent Cobb, Neil Mason                        | 2:45    |  |
| 9.             | "All That's Left" (featuring The Time Jumpers)     | Dixie Hall, Tom T. Hall                       | 3:11    |  |
| 10.            | "Gravity Is a Bitch"                               | Lambert, Scotty Wray                          | 3:08    |  |
| 11.            | "Babies Makin' Babies"                             | Galyon, Hemby, Robbins                        | 2:56    |  |
| 12.            | "Somethin' Bad" (duet with Carrie Underwood)       | Chris DeStefano, Brett James, Priscilla Renea | 2:49    |  |
| 13.            | "Holding on to You"                                | Lambert, Jessi Alexander, Ashley Monroe       | 4:32    |  |
| 14.            | "Two Rings Shy"                                    | Lambert, Brandy Clark, Heather Little         | 3:18    |  |
| 15.            | "Hard Staying Sober"                               | Lambert, Hemby, Laird                         | 4:28    |  |
| 16.            | "Another Sunday in the South"                      | Lambert, Alexander, Monroe                    | 3:50    |  |
| Duração total: | Duração total:                                     | Duração total:                                | 58:15   |  |

## Desempenho nas tabelas musicais

### Posições
| Tabela musical (2014)                     | Melhor posição |
| ----------------------------------------- | -------------- |
| Austrália - ARIA Albums Chart             | 8              |
| Canadá - Canadian Albums                  | 1              |
| Estados Unidos - Billboard 200            | 1              |
| Estados Unidos - Billboard Country Albums | 1              |
| Reino Unido - UK Country Albums Chart     | 2              |

### Certificações
| País           | Provedor | Certificação |
| -------------- | -------- | ------------ |
| Estados Unidos | RIAA     | Ouro         |